# Coenotes jakli
Coenotes jakli là một loài bướm đêm thuộc họ Sphingidae. Loài này có ở quần đảo Tanimbar.